# Pomeni imen asteroidov: 49001–50000
Pregled pomenov imen asteroidov (malih planetov) od številke 49001 do 50000, ki jim je Središče za male planete dodelilo številko in so pozneje dobili tudi uradno ime  v skladu z dogovorjenim načinom imenovanja. Pregled je preverjen z Schmadelovim “Slovarjem imen malih planetov” (“Dictionary of Minor Planet Names”). 
Pregled pojasnjuje izvor oziroma pomen imen asteroidov, ki ga je priznala Mednarodna astronomska zveza (IAU). Nekateri asteroidi imajo imajo dodatno pojasnilo o izvoru imena, ki pa vedno ni popolnoma zanesljivo (oznaka “†” ali “‡“). 
| Ime                 | Začasna oznaka | Izvor imena |
| 49001–49100         | 49001–49100    | 49001–49100 |
| ------------------- | -------------- | --- |
| 49036 Pelion        | 1998 QM107     | gora Pelion, Tesalija, kjer bi naj po pripovedovanju živeli kentavri †                                                                                              |
| 49101–49200         |                | |
| 49109 Agnesraab     | 1998 SO2       | Agnes Raab, Austrian ljubiteljski astronom, član Astronomske skupnosti Linza (Linzer Astronomische Gemeinschaft ali Linzer A. G.) †                                 |
| 49201–49300         |                | |
| 49272 Bryce Canyon  | 1998 UT16      | nacionalni park Bryce Canyon, Utah, ZDA, kraj, kjer so najtemnejše noči v celinskem delu Združenih držav Amerike †                                                  |
| 49301–49400         |                | |
| 49350 Katheynix     | 1998 WQ8       | Kathey Nix, ameriški ljubiteljski astronom, ustanovni član Družbe opazovalcev z nizko energijo (Society of Low-Energy Observers ali SLO), Memphis, Tennessee, ZDA † |
| 49401–49500         |                | |
| 49440 Kenzotange    | 1998 YP5       | Kenzo Tange, japonski arhitekt † |
| 49448 Macocha       | 1998 YJ12      | Macocha chasm, del jamskega sistema, ki ga je ustvarila reka Punkva v krasu Moravske, Češka †                                                                       |
| 49481 Gisellarubini | 1999 BJ12      | Gisella Rubini, dekle odkritelja † |
| 49501–49600         |                | |
| 49501 Basso         | 1999 CN10      | Antonella Basso, prijatelj odkritelja † |
| 49601–49700         |                | |
| 49700 Mather        | 1999 VN1       | John C. Mather, ameriški kozmolog in prejemnik Nobelove nagrade, višji projektni znanstvenik pri Vesoljskem teleskopu James Webb †                                  |
| 49701–49800         |                | |
| 49702 Koikeda       | 1999 VC2       | Čuzo Koikeda in njegova žena Joko Koikeda, oba sta japonska ljubiteljska astronoma †                                                                                |
| 49777 Cappi         | 1999 XS        | Margaret Capitola Sonntag Comba, odkriteljeva druga žena † |
| 49801–49900         |                | |
| 49901–50000         |                | |
| 49987 Bonata        | 2000 AB5       | Diego Bonata, italijanski vesoljski inženir, borec proti svetlobnemu onesnaževanju, predsednik Zveze žalostnega neba (CieloBuio Associazione) †                     |
| 50000 Kvaoar        | 2002 LM60      | Kvaoar, božanstvo stvarjenja v mitologiji domorodnega ameriškega ljudstva Tongva (v okolici Los Angelesa)†                                                          |

| Predhodnik: 48001–49000 | Pomeni imen asteroidov Seznam asteroidov (49001-49250) Seznam asteroidov (49251-49500) Seznam asteroidov (49501-49750) Seznam asteroidov (49751-50000) | Naslednik: 50001–51000 |